# 丘沈
丘沈（?—?），中國十六國初期西晉境內的民變領袖之一。

## 生平
本為山都（在今中國湖北省襄樊市附近一帶）縣吏，303年因西晉新野王司馬歆，為政嚴苛急切，大失所轄原住民之人心，適巧正逢朝廷欲徵民兵討益州（今四川省一帶）李流之變，民兵不願前往，遂聚而為盜，義陽蠻首領張昌抓住這個機會募為所用，並起兵反抗晉政府，丘沈遂在此時被張昌找出，改名劉尼，被假託為漢朝皇室後裔並擁立為帝，建年號為神鳳。
丘沈雖稱帝，惟此一政權實際的軍政事務皆操於張昌之手，後來司馬歆在與張昌軍之戰事中陣亡，成為西晉末期民變紛起後，第一個死於變民的親王。同年，張昌所部為晉將陶侃所破，餘眾悉降。張昌於次年（304年）被擒斬。而丘沈則不知所終。

## 引用
1. ↑  房玄齡.  . 维基文库.「太安二年，昌于安陸縣石岩山屯聚，去郡八十里，諸流人及避戍役者多往從之。昌乃易姓名為李辰。太守弓欽遣軍就討，輒為所破。昌徒眾日多，遂來攻郡。欽出戰，大敗，乃將家南奔沔口。鎮南大將軍、新野王歆遣騎督靳滿討昌於隨郡西，大戰，滿敗走，昌得其器杖，據有江夏，即其府庫。造妖言云：「當有聖人出。」山都縣吏丘沈遇于江夏，昌名之為聖人，盛車服出迎之，立為天子，置百官。沈易姓名為劉尼，稱漢後，以昌為相國，昌兄味為車騎將軍，弟放廣武將軍，各領兵。于石岩中作宮殿，又於岩上織竹為鳥形，衣以五彩，聚肉於其傍，眾鳥群集，詐云鳳皇降，又言珠袍、玉璽、鐵券、金鼓自然而至。乃下赦書，建元神鳳，郊祀、服色依漢故事。……是歲，詔以甯朔將軍、領南蠻校尉劉弘鎮宛，弘遣司馬陶侃、參軍蒯桓、皮初等率眾討昌於竟陵，劉喬又遣將軍李楊、督護尹奉總兵向江夏。侃等與昌苦戰累日，大破之，納降萬計，昌乃沈竄於下俊山。明年秋，乃擒之，傳首京師，同黨並夷三族。」
2. ↑  司馬光.  . 维基文库.「〔大安二年五月〕昌遂據江夏，造妖言云：「當有聖人出為民主。」得山都縣吏丘沈，更其姓名曰劉尼，詐云漢後，奉以為天子，曰：「此聖人也。」昌自為相國，詐作鳳皇、玉璽之瑞，建元神鳳；……〔八月〕劉弘遣陶侃等攻〔張〕昌於竟陵，劉喬遣其將李楊等向江夏。侃等屢與昌戰，大破之，前後斬首數萬級，昌逃于下儁山，其眾悉降。……〔永興元年秋季〕荊州兵擒斬張昌，同黨皆夷三族。」

## 資料來源
- 《晉書》卷一百
- 《資治通鑑》卷八十五
- 李崇智，《中国历代年号考》，中华书局，2004年12月 ISBN 7101025129